# 建康実録
『建康実録』（けんこうじつろく）は、中国魏晋南北朝時代に建康に都した6つの王朝（いわゆる「六朝」）の歴史について記述した地方志。書名は六朝の都の名前が建康であったことによる。作者は唐代（『四庫全書総目提要』によれば粛宗時期）の許嵩。許嵩については伝が残っていないため、詳しい事績や本書の成立の経緯は不明である。

## 概略
『旧唐書』「経籍志」に「許嵩建康実録二十巻」との記載がある。現在では紹興18年（1148年）の完本が残っている。
黄武元年（222年）から至徳元載（756年）までの約535年間をおおむね年代順に記述しているが、体例は紀伝体とも編年体ともいえない不統一なものである。事績は基本的には各時代の正史の記述に拠っているが、序文に「正伝を質（ただ）し、旁（ひろ）く遺文を採る」と自ら語っている通り、正史に記載のない異聞や異説を積極的に取り入れている。しかし、情報源が示されていない記述も多く、必ずしも額面どおりに信ずることはできない。